# 肥塚隆 (美術史学者)
肥塚 隆（こえづか たかし、1941年8月21日 - 2022年9月）は、日本の仏教美術史学者。大阪大学名誉教授。アジアの仏教美術を研究した。
兵庫県姫路市生まれ。1964年京都大学文学部哲学科卒、1973年同大学院博士課程宗教学満期退学。1974年大阪大学文学部助手、1976年講師、1979年助教授、1989年教授。1999年文学部長・文学研究科長。2005年定年退官、名誉教授、大阪人間科学大学学長。

## 共編著
- 『美術に見る釈尊の生涯』田枝幹宏写真 平凡社 1979
- 『世界の聖域 6 ガンジスの聖地』中村元共著 講談社 1979
- 『天竺への旅 第2集 仏像の源流をたずねて』編著 丸山勇撮影 学習研究社 1983
- 『世界美術大全集 東洋編 第13・14巻 インド』宮治昭共責任編集 小学館 1999
- 『世界美術大全集 東洋編 第12巻 東南アジア』責任編集 小学館 2001
- 『芸術学フォーラム 4 東洋の美術』山岡泰造・曽布川寛共編 勁草書房 2006
- 『アジア仏教美術論集　東南アジア』責任編集 中央公論美術出版 2019

## 論文
- ＜肥塚隆